# Carole Happi
 (février 2025).
Pour les articles homonymes, voir Happi (homonymie).
Carole Tchana Happi, née le 21 septembre 1982, est une actrice camerounaise.

## Biographie
Elle participe à plusieurs ateliers de formation en jeu d'acteur sous la direction de Kamela Lians dit Tagne Kondom en 2006, sous Roger Brice Sobgo en 2017 et Thierry Ntamack.

## Carrière
De 2006 à 2024, elle joue dans plusieurs courts métrages de Kamela Lians que sont Chien noir, Mortel saint valentin et Noël; Scars de Carlos Takam, Ngoungoure d'Aïssatou Njayou aux côtés d'Ulrich Takam, Tiognou Ferdinand et Durel Epoh,,.
En 2017, le public la retrouve dans le long métrage Un duo en duel de Roger Brice Sobgo et en 2021 dans Rêve réel de Serge Fonda dans lequel elle incarne le Dr Awah.
Elle tourne dans les web séries Massa d'Alima Thierry en 2017, Coach de Roméo Mbanga aux côtés de Rémi-Landry Ekedi et Farid Ekoussé en 2021.
En 2019, elle joue dans les séries Le général Samba de Jean De Dieu Tchegnebe et Bibi la fleur réalisée par Ymolujo Ytemben. En 2022, on le retrouve dans Invivable et dans Sugar Daddy de Blaise Ntedju en 2023 et Piégés de Tafari Fansi,,.

## Filmographie

### Courts métrages
- 2024: Scars de Carlos Takam
- 2023: Ngoungoure d'Aïssatou Njayou
- 2007: Noël de Kamela Lians
- 2006: Mortel saint valentin de Kamela Lians
- 2006: Chien noir de Kamela Lians

### Web série
- 2017: Massa d'Alima Thierry

### Série
- 2023: Sugar Daddy de Blaise Ntedju
- 2022: Invivable de Blaise Ntedju
- 2019: Le Général Samba de Jean De Dieu Tchegnebe
- 2019: Bibi la fleur de Ymolujo Ytemben

### Long métrage
- 2017: Un duo en duel de Roger Brice Sobgo